# Liste der Präsidenten von Iran
Der Präsident der Islamischen Republik Iran ist der Regierungschef Irans.
Im politischen System der Islamischen Republik Iran ist nicht der Präsident das Staatsoberhaupt, sondern der oberste Rechtsgelehrte.
Das Amt des Präsidenten wurde 1980, im Jahr nach der Islamischen Revolution geschaffen. Der aktuelle Amtsinhaber ist Massud Peseschkian.
vor 1989: siehe die Liste der Ministerpräsidenten von Iran

## Liste der Amtsinhaber
| Abbildung | Name                             | Beginn der Amtszeit          | Ende der Amtszeit | Gewonnene Wahlen    | Partei                                                                    |
| --------- | -------------------------------- | ---------------------------- | ----------------- | ------------------- | ------------------------------------------------------------------------- |
|           | Abolhassan Banisadr              | 4. Februar 1980              | 22. Juni 1981     | 1980                | Parteilos                                                                 |
|           | Mohammad Ali Radschāʾi           | 2. August 1981               | 30. August 1981 1 | 1981 (Juli)         | Islamisch-Republikanische Partei                                          |
|           | Seyyed Ali Chāmenei              | 13. Oktober 1981             | 3. August 1989    | 1981 (Oktober) 1985 | Islamisch-Republikanische Partei Vereinigung der kämpfenden Geistlichkeit |
|           | Ali Akbar Hāschemi Rafsandschāni | 3. August 1989               | 2. August 1997    | 1989 1993           | Vereinigung der kämpfenden Geistlichkeit                                  |
|           | Mohammad Chatami                 | 2. August 1997               | 3. August 2005    | 1997 2001           | Verband der kämpfenden Geistlichkeit                                      |
|           | Mahmud Ahmadineschad             | 3. August 2005               | 3. August 2013    | 2005 2009           | Allianz der Erbauer des islamischen Iran                                  |
|           | Hassan Rohani                    | 3. August 2013               | 3. August 2021    | 2013 2017           | Moderations- und Entwicklungspartei                                       |
|           | Ebrahim Raisi                    | 3. August 2021               | 19. Mai 2024 2    | 2021                | Vereinigung der kämpfenden Geistlichkeit                                  |
|           | Mohammed Mochber                 | 19. Mai 2024 (kommissarisch) | 28. Juli 2024     | –                   | Parteilos                                                                 |
|           | Massud Peseschkian               | 28. Juli 2024                |                   | 2024                | Parteilos                                                                 |